# Багров Микола Васильович
Мико́ла Васи́льович Багро́в (26 жовтня 1937, Новотроїцьке, тепер Херсонська область — 21 квітня 2015, Сімферополь, Крим) — радянський та український політичний діяч, герой України (2007), ректор Таврійського національного університету імені В. І. Вернадського (1998—2014), доктор географічних наук, професор, академік НАН України (2010), голова Кримського наукового центру НАН України та Міністерства освіти і науки України, член Президії НАН України, член Державної акредитаційної комісії України, член Комітету з Державних премій України в галузі науки і техніки, Депутат Верховної Ради УРСР 11-го скликання. Народний депутат України 1-го скликання. Член ЦК КПУ в 1986—1991 роках. Кандидат у члени Політбюро ЦК КПУ з 31 березня по 19 червня 1990 року. Член ЦК КПРС в 1990—1991 роках.

## Біографія
Народився 26 жовтня 1937 року в селищі Новотроїцьке на Херсонщині в родині службовців, українець.

### Наукова кар'єра
З відзнакою закінчив у 1959 році Кримський педагогічний інститут імені М. В. Фрунзе, природничо-географічний факультет за спеціальністю вчитель географії і біології. У 1959–1961 працював учителем географії в Багерівській середній школі Приморського району Кримської області. З 1961 року інженер-геолог, Інституту мінеральних ресурсів АНУ в Сімферополі.
У 1963—1966 роках навчався в рідному інституті в аспірантурі на кафедрі економічної географії. У 1967 році у Московському державному університеті захистив кандидатську дисертацію на тему «Формування та розвиток міжрайонних транспортно-економічних зв'язків територіально-виробничого комплексу (на прикладі Південного економічного району)». Працював в інституті асистентом, старшим викладачем, виконувачем обов'язків доцента. У 1994–1999 роках — проректор з перспективного розвитку, завідувач кафедри економічної і соціальної географії, проректор з наукової роботи, а від 1999 року ректор Сімферопольського державного університету імені Фрунзе. У цьому ж році за його ініціативи університету було присвоєне звання національного та перейменовано на Таврійський національний університет імені В. І. Вернадського.
У 2001 році в Києві, в Національному університеті імені Тараса Шевченка захистив докторську дисертацію на тему «Регіональна геополітика (на прикладі Криму)». У цьому ж році спромігся добути для власного закладу автономних прав. У 2001 році М. В. Багров очолив Раду Кримського наукового центру Національної академії наук України і Міністерства освіти України.
Академік Міжнародної академії інформатизації (1995), Академії інженерних наук України (1996), Кримської академії наук, Академії наук вищої школи України з 2001 року. Член Національного комітету географів України, вченої ради Українського географічного товариства. Очолював раду ректорів вищих навчальних закладів Криму. Головував в Малій академії наук школярів «Шукач».
12 листопада 2014 року Микола Багров був звільнений Міністерством освіти і науки України з посади ректора Таврійського національного університету імені В. І. Вернадського.

#### Науковий доробок
Сфера наукових інтересів охоплювала проблеми розвитку і розміщення продуктивних сил України, транспортно-економічні зв'язки, геополітику, політичну екологію, регіональну економіку, трансформацію господарських комплексів в умовах переходу до ринкових відносин, електоральну географію, рекреаційну географію. Автор і співавтор більше 200 наукових праць, зокрема:
- «Проблемы развития и размещения производительных сил Северного Причерноморья» (1974);
- «Экономика и внешние экономические связи Украины» (1995, співавтор);
- «Крым: время надежд и тревог» (1995);
- «Учение В. И. Вернадского о ноосфере в свете экологических проблем в современности» (1995);
- «Экологическая идеология — идеология XXI столетия» (1997);
- «Принципы концепции рекреационого развития Крыма» (1997);
- «Концептуальные подходы к трансформации современного хозяйственного комплекса Крыма» (1997);
- «Крим: здобутки, втрати, перспективи» (1999);
- «Проблеми Криму та шляхи їх вирішення» (1999);
- «Теоретико-методичне дослідження електоральної географії» (2000);
- за працю «Землезнавство» у співавторстві з Черваньовим І. Г. і Боковим нагороджено у 2004 році Державною премією в галузі науки і техніки України[3][4];
- «География Крыма» (2001, співавтор);
- «Региональная геополитика устойчивого развития» (2002).

### Політична кар'єра
Член КПРС з 1962 року. У 1969 році очолив партком КПРС Кримського педагогічного інституту. З 1970 року — завідувач відділу науки і навчальних закладів, з 1978 — секретар, з 1985 — 2-й секретар Кримського обкому КПУ. З листопада 1988 року по вересень 1989 — завідувач сектору, заступник завідувача відділу партійного будівництва і кадрової роботи ЦК КПРС.
У вересні 1989 року обраний 1-им секретарем Кримського ОК КПУ. З липня 1990 року був членом ЦК КПРС і ЦК КПУ, з березня 1990 року — кандидат в члени Політбюро ЦК КПУ. Квітень 1990 — березень 1991 — голова Кримської обласної ради народних депутатів. Один з авторів першої Конституції Криму, яка наділяла територіальне утворення широкими автономними правами. Березень 1991 — січень 1992 — голова ВР Кримської АРСР. Січень 1992 — лютий 1994 — голова Верховної ради АР Крим.
Народний депутат України 1-го скликання з 15 травня 1990 до 10 травня 1994, обраний 4 березня у першому турі (60,36 % голосів «за») від Нижньогірського виборчого округу (№ 255), Кримської області. Був членом Комісії з питань державного суверенітету, міжреспубліканських і міжнаціональних відносин.
Висувався кандидатом на посаду Президента Республіки Крим. У першому турі 16 січня 1994 року посів друге місце, набравши 17,55 % голосів виборців, проти 38,50 % у Юрія Мешкова, в другому турі, 30 січня 1994 року програв вибори, отримавши 23,35 % голосів виборців. До 2006 року був депутатом Верховної ради АР Крим.

Микола Багров привітав окупацію Криму Росією. Зокрема, з цього приводу він заявляв: 
Я був першим керівником Верховної ради Автономної Республіки Крим, і вже тоді можна було бачити в Україні ознаки нацизму. Зараз це нерідко переростає у відвертий фашизм. Велике спасибі президентові Володимиру Путіну, який допоміг, повернення Криму було проведено блискуче.
Микола Багров увійшов до першої п'ятірки «Чорного списку», складеного «Майданом закордонних справ», громадські діячі вимагали позбавити його звання «Герой України» за сприяння анексії півострова.
Помер 21 квітня 2015 року, похований у Сімферополі на цвинтарі «Абдал».

## Нагороди й відзнаки
Заслужений працівник освіти України (1997). Почесна грамота Кабінету Міністрів України (вересень 2001). Лауреат Державної премії України в галузі науки і техніки (2004).
Нагороджений орденами:
- «Знак Пошани» (1976);
- Трудового Червоного Прапора (1981);
- «За заслуги» III ступеня (жовтень 1999)[13];
- Князя Ярослава Мудрого V ступеня (жовтень 2002)[4][5];
- «Пальмова академічна гілка» (Франція, 2006)[5];
- Герой України (з врученням ордена Держави, 21 серпня 2007), згідно Указу Президента України № 738/2007 за видатні заслуги перед державою в розвитку національної освіти і підготовки фахівців[5][7].

Ім'ям Миколи Багрова названа мала планета і печера на верхньому плато Чатир-Дагу.

## Родина
Дружина — Людмила Олександрівна Багрова, дочка — Галина, працює лікарем, і онук Олександр, що навчається у ліцеї.